# Ерік Сінгер
Ерік Сінгер (при народженні Ерік Дойл Менсінгер, нар. 12 травня 1958, Клівленд, Огайо, США) — хард-рок і хеві-метал барабанщик в гурті Kiss і колишній вокаліст гурту Еліс Купер. Протягом двох десятиліть Сінгер взяв участь у записі 75 альбомів і 11 міні-альбомів.
Його батько Джонні Менсінгер був вихідцем з Німеччини і був відомим лідером місцевого гурту, який грав як і у себе вдома, так і на круїзних кораблях З США до Європи і назад.

## Рання кар'єра
Сінгер народився в Клівленді, штат Огайо. Він почав грати на барабанах з малих років, і знаходив натхнення в таких гуртах як Humble Pie, The Who, Led Zeppelin, Black Sabbath, The Beatles and Queen і в таких барабанщиках як Джон Бонем, Кіт Мун, Козі Пауелл, Роджер Меддоуз-Тейлор, Білл Ворд і Бадді Річ.
Першою професійною роботою була робота концертного барабанщика у Літи Форд у 1984 році. В 1985 році він приєднався до Black Sabbath, замінивши барабанщика з класичного складу Білла Ворда, який залишив гурт після благодійного концерту «Live Aid». Сінгер взяв участь у записі альбомів Seventh Star і The Eternal Idol і був запрошений його колегою по Black Sabbat до пізніше створеного гурту Badlands. Сінгер зіграв на однойменному альбомі гурту. Сінгер залишив гурт у 1989 році і приєднався до Пола Стенлі, як його концертний барабанщик на його соло-турі у США і Канаді. Ерік зіграв з Олівією Ньютон-Джон в музичному відео для «Culture Shock». Пізніше, в інтерв'ю, він сказав, що отримав можливість записати це відео тому, що в свій час працював з Літою Форд.

## Kiss

The Catman

В грудні 1991 року, Ерік Сінгер офіційно став барабанщиком гурту Kiss після смерті Еріка Карра. Сінгер, який з Полом Стенлі брав участь в клубному турі, разом з Бобом Куліком двома роками раніше, був прийнятий і дебютував з гуртом на альбомі Revenge, на якому він мав записати деякі треки, в той час як Ерік Карр одужував від раку серця. Сінгер зіграв на Carnival of Souls: The Final Sessions і виступав з Kiss до 1996 року, коли група об'єдналася з оригінальним барабанщиком Пітером Кріссом і гітаристом Ейсом Фрейлі для туру Alive/Worldwide Tour.
Після п'яти відносно спокійних років, протягом яких Сінгер гастролював з гітаристом Queen Браяном Мейєм, його запросили нову приєднатися до Kiss 2001 році, після звільнення Крісса незадовго до Австралійської і Японської частини туру Farewell. Сінгер дебютував в повному гримі і костюмі «Catman» (кота) під час першого виступу на турі, чим викликав деяке невдоволення тому, що персонаж «Catman» раніше використовувався виключно Кріссом, протягом багатьох успішних років Сінгер був знову замінений на Крісса у 2003 році, але в кінці року знову повернувся до гурту після того як Джин Сіммонс і Пол Стенлі вирішили не продовжувати контракт з Кріссом. Після цього Сінгер залишається постійним барабанщиком Kiss. У 2009 році Сінгер, разом з гітаристом Томмі Тейлором, зіграв і заспівав на альбомі Kiss Sonic Boom, першому альбомі Kiss у новому складі.
Пітер Крісс сказав в інтерв'ю у 2008 році, що Сінгер великий барабанщик, хоча він і засмучений, що Сінгер використовує його образ.

## Еліс Купер та інші проєкти
Коли Сінгер не гастролював з Kiss, він виступав з Елісом Купером. Сінгер був барабанщиком гурту Купера на альбомі Brutal Planet, який вийшов у 200 році. Він також виступав з Купером у турі на підтримку альбому Hey Stupid. На сьогоднішній день Сінгер взяв участь у записі трьох альбомів Еліса Купера — Brutal Planet, The Eyes of Alice Cooper і Along Came Spider. У зі зростанням його зайнятості у гурті Kiss, а також участю у проекті ESP, він не грав з гуртом Еліса Купер з 2008 року.
Він також іноді грає і записується з його власним Eric Singer Project, в якому беруть участь його колишній колега по Kiss Брюс Кулік і колишній вокаліст Mötley Crüe Джон Корабі. В результаті цієї співпраці вийшло три релізи: студійний альбом Lost and Spaced (1998), який повністю складався з каверів класичних рок пісень; концертний альбом Live Japan (2006); і DVD Live at the Marquee (2006)
Сінгер також грав в гурті Avantasia, замінивши барабанщика Алекса Хольцварта, після епізодичної участі на альбомі The Metal Opera Part II на композиції «Into the Unknown». Два міні-альбоми та один повноформатний альбом вийшли за участю Сінгера: Lost in Space Part I, Lost in Space Part II, і The Scarecrow, і також він зіграв на деяких композиціях з альбомів The Wicked Symphony і Angel of Babylon. В березні 2013 року вийшов шостий альбом гурту The Mystery of Time з Сінгером на ударних.
У 1987 році він гастролював з Гері Муром, а також у 1989 році зіграв невелику роль у фільмі Веса Крейвена Жах на вулиці В'язів 5: Дитя сну, як учасник вигаданого рок-гурту.

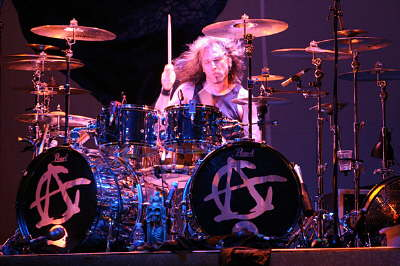
Ерік Сінгер під час виступу з Елісом Купером

## Обладнанян
Протягом своєї кар'єри Ерік Сінгер використовував барабани, апаратуру і педалі Pearl, пластик для малих барабанів Terry Bozzio Attack, цимбали Zildjian і тріггери акустичних барабанів Ddrum.

### Kiss концертне обладнання (2009–2010)
Drums
Pearl
Pearl Masters
Smoked acrylic
- 24" x 15" бас-барарбан x2
- 12" x 8" Том
- 13" x 8.5" Том
- 16" x 14" підлоговий Том
- 18" x 16" підлоговий Том
- 8" x 7" Том(до лівого хай-хет)
- 10" x 8" Том (до лівого хай-хет)
- 14" x 6.5" Малий барабан

Цимбали
Zildjian
- 14" Avedis Rock Hi-Hat x1
- 21" K Custom Hybrid Ride x1
- 19" Z3 Medium Crash x8, 8" Splash on the upper part (inverted),
- 16" Oriental China Trash x1
- 9,1 / 2" Zil-Bel X1
- 8" A Custom Splash x1
- 6" A Custom Splash x1
- 12" Z3 Splash x1

Перкусія
Latin Percussion
- LP Bongo Bell Chrome x1

Тезхнічні засоби
Pearl
- C1000 стійка для тарілок x 5
- Pesados boom stand B2000
- H2000 стійка для хай-хет
- S2000 стійка малого барабана
- P2000C педаль x2
- CH70 стійка для цимбалів
- T2000 стійка для подвійного тома
- 75X адаптер для дзвіночка
- HA100 адптер хай-хет

Палички
Zildjian
- «Eric Singer Artist Series» size 2B

Електроніка
Ddrum
- Pro Drum тріггери (на кожному барабані)

Сінгер має свою власну серію барабанів.